# Anoplodactylus stellatus
Anoplodactylus stellatus är en havsspindelart som beskrevs av Nakamura, K. och C.A. Child 1983. Anoplodactylus stellatus ingår i släktet Anoplodactylus och familjen Phoxichilidiidae. Inga underarter finns listade i Catalogue of Life.